# (1669) Dagmar
(1669) Dagmar ist ein Asteroid des Hauptgürtels, der am 7. September 1934 vom deutschen Astronomen Karl Wilhelm Reinmuth, vom Observatorium auf dem Königstuhl (Heidelberg) aus, entdeckt wurde.
Der Asteroid trägt einen weiblichen deutschen Vornamen, der keiner bestimmten Person zugeordnet ist.